# ایگوآنودون ۹۹۴۱
سیارک ۹۹۴۱ (به انگلیسی: 9941 Iguanodon، نامگذاری:1989CB3) نه هزار و نهصد و چهل و یکمین سیارک کشف شده‌است که در ۴ فوریه ۱۹۸۹ کشف شد.
قدر مطلق سیارک برابر ۱۷.۰ است.